# Tharra spinulata
Tharra spinulata är en insektsart som beskrevs av Nielson 1975. Tharra spinulata ingår i släktet Tharra och familjen dvärgstritar. Inga underarter finns listade i Catalogue of Life.